# Vovó Tatá
Vovó Tatá é uma série de desenho animado brasileira criados por Estevão Ribeiro, Clélia Bessa, Edu Krieger e Pedro Poscidônio, produzido pelo Raccord Produções para o canal de televisão por assinatura Gloobinho estreou em 20 de novembro de 2024. A série mostra “Vovó Tatá” acompanha a história dos irmãos gêmeos Juca e Keka, que mal podem esperar para passar os finais de semana na casa de sua avó, a enérgica e divertida Vovó Tatá. Com ela, eles mergulham no Brinca-mundo, um universo mágico onde a imaginação ganha asas e novas aventuras surgem a cada instante. Com Box, uma criatura atrapalhada e divertida, o trio enfrenta desafios, resolve mistérios e explora a importância da amizade, dos laços familiares e da criatividade.

## Elenco de voz
| Voz(es)                     | Personagem                  |
| --------------------------- | --------------------------- |
| Elisa Lucinda               | Vovó Tatá                   |
| Pamella Rodrigues           | Juca                        |
| Pamella Rodrigues           | Keka                        |
| Marcus Eni                  | Box                         |
| Marcus Eni                  | Vovó do Box                 |
| Marcus Eni                  | Zé Botina                   |
| Cadu Paschoal               | Pedro, o pai do Juca & Keka |
| Nany Assis                  | Jane, a mãe do Juca & Keka  |
| Personagens do Brinca-mundo |                             |
| Jorge Lucas                 | Capitão Espátula            |
| Marco Ribeiro               | Dr. Gosma                   |
| Marco Ribeiro               | Locomochuva                 |
| Duda Ribeiro                | Ferradura                   |
| Fernanda Ribeiro            | Samambailarina              |
| Thiago Fagundes             | Sombrinha                   |
| Sarito Rodrigues            | Dona Aquarella              |
| Malta Junior                | Tuba                        |

## Produção
A série animada Vovó Tatá começou a produção em setembro de 2023 pela Raccord Produções, com roteiro de Estevão Ribeiro e direção por Pedro Poscidônio, inicialmente era uma parceria com o canal Gloob.
Em 28 de outubro de 2024, a Raccord Produções mudou a parceria para o Gloobinho, divulgou o teaser oficial da série com a data de estreia marcada para o dia 20 de novembro (no Dia da Consciência Negra) para o canal de TV e na plataforma de streaming Globoplay no dia seguinte.

## Episódios
| N.º na série | N.º na temp. | Título                    | Exibição original      | Lançamento original    |
| --- | ------------ | ------------------------- | ---------------------- | ---------------------- |
| 1 | 1            | "O Pirata Cozinheiro"     | 20 de novembro de 2024 | 21 de novembro de 2024 |
| Vovó Tatá e os netos vão fazer um bolo para Pedro, mas não tem farinha de trigo! A solução é desafiar os mares do Brinca-Mundo com Capitão Espátula para conseguir o ingrediente.                       |              |                           |                        |                        |
| 2 | 2            | "Quebra-Cuca das Vovós"   | 21 de novembro de 2024 | 22 de novembro de 2024 |
| Vovó Tatá leva a turma para conhecer a avó de Box, que mora em uma pirâmide no Brinca-Mundo. Quando todo mundo cai em uma armadilha, Keka precisa resolver um quebra-cabeças e salvar todos.            |              |                           |                        |                        |
| 3 | 3            | "Keka, a Bailarina"       | 22 de novembro de 2024 | 23 de novembro de 2024 |
| Keka quer aprender balé e a Vovó Tatá a apresenta para a Samambailarina. A menina fica triste por não dançar tão bem quanto ela. No entanto, ela recebe a ajuda da turma e encontra seu modo de dançar. |              |                           |                        |                        |
| 4 | 4            | "Bola de Gude Espacial"   | 25 de novembro de 2024 | 26 de novembro de 2024 |
| Juca erra ao jogar bolinhas de gude; a Vovó Tatá leva a turma para brincar no Brinca-Mundo com o Dr. Gosma; Juca salva a todos de uma chuva de meteoros com seus talentos.                              |              |                           |                        |                        |
| 5 | 5            | "Locomochuva"             | 26 de novembro de 2024 | 27 de novembro de 2024 |
| Juca e Keka querem saber quem rega as flores no Brinca-Mundo. Vovó Tatá apresenta à duplinha o Locomochuva, um trem que solta nuvens e que precisa da ajuda deles para fazer o serviço.                 |              |                           |                        |                        |
| 6 | 6            | "Juntar É Melhor"         | 27 de novembro de 2024 | 28 de novembro de 2024 |
| Juca e Keka brigam por um ursinho e Vovó Tatá leva a dupla para conhecer Zé Botina e Ferradura, que estão brigados. Cabem à Vovó Tatá e Box ensinar que a diversão está em poder compartilhar.          |              |                           |                        |                        |
| 7 | 7            | "Tuba, o Tubarão Musical" | 28 de novembro de 2024 | 29 de novembro de 2024 |
| Juca vai mal no pandeiro e Vovó Tatá resolve levar os netos para conhecer o Tuba, um tubarão musical. Box é engolido por uma ostra e Juca precisa salvá-lo tocando com o coração.                       |              |                           |                        |                        |
| 8 | 8            | "O Bom Jogador"           | 29 de novembro de 2024 | 30 de novembro de 2024 |
| Capitão Espátula desafia a Vovó Tatá para um jogo de Boliche, mas ele trapaceia, como Juca costuma fazer com a irmã. Ao ver que ninguém está se divertindo, Juca e Capitão aprendem a lição.            |              |                           |                        |                        |
| 9 | 9            | "O Sumiço da Cor"         | 2 de dezembro de 2024  | 3 de dezembro de 2024  |
| Juca e Keka sentem falta de giz cor da pele para colorir desenho da mãe e buscam com Dona Aquarela cor perfeita, porém, as cores sumiram; cabe à turma resolver o mistério.                             |              |                           |                        |                        |
| 10 | 10           | "A Pista Perfeita"        | 3 de dezembro de 2024  | 4 de dezembro de 2024  |
| Juca e Keka ganham skates e patins e vão para pista da Samambailarina no Brinca-Mundo; Juca mete-se em enrascada e aprende a respeitar conselhos dos mais velhos.                                       |              |                           |                        |                        |
| 11 | 11           | "Que Gosma"               | 4 de dezembro de 2024  | 5 de dezembro de 2024  |
| Keka e Juca querem fazer massinha perfeita e Vovó Tatá acha que Dr. Gosma sabe como; Keka acidentalmente transforma Doutor em estátua e recorrem ao creme da Vovó Tatá para curá-lo.                    |              |                           |                        |                        |
| 12 | 12           | "Luz, Câmera e Ação"      | 5 de dezembro de 2024  | 6 de dezembro de 2024  |
| Juca, Keka, Box, Vovó Tatá e amigos do Brinca-Mundo fazem vídeo-surpresa para Jane e Pedro; ideias das crianças são ignoradas, até Vovó Tatá mostrar que elas tem voz e vez.                            |              |                           |                        |                        |
| 13 | 13           | "Dia de Circo"            | 6 de dezembro de 2024  | 7 de dezembro de 2024  |
| Vovó Tata leva Juca e Keka para circo do Sombrinha, no Brinca-Mundo, e o encontram fechado por falta de atrações; a turma consegue reabrir o circo criando novas atrações para o lugar.                 |              |                           |                        |                        |
| 14 | 14           | "Compartilhar É Conviver" | 9 de dezembro de 2024  | 10 de dezembro de 2024 |
| Juca e Keka tem dificuldades em dividir e aprendem no Brinca-Mundo que um pouco para cada um é melhor que ter tudo e deixar amigos sem nada, para orgulho da Vovó Tatá e pais.                          |              |                           |                        |                        |
| 15 | 15           | "A Casa Ideal"            | 10 de dezembro de 2024 | 11 de dezembro de 2024 |
| Pedro e Jane deixam crianças com Vovó Tatá durante reforma da casa; no Brinca-Mundo, turma explora diferentes casas e decidem que não há lugar melhor do que Casa da Vovó Tatá.                         |              |                           |                        |                        |
| 16 | 16           | "A Grande História"       | 11 de dezembro de 2024 | 12 de dezembro de 2024 |
| Em busca de livro infantil perfeito, Box leva Pedro e Jane no Brinca-Mundo; aventuras da dupla viram livro perfeito, mas eles terão esquecer aventura vivida para tê-lo.                                |              |                           |                        |                        |
| 17 | 17           | "O que Você Quer Ser?"    | 12 de dezembro de 2024 | 13 de dezembro de 2024 |
| Keka e Juca não entendem por que pais saem para trabalhar, mas, ao chegarem no Brinca-Mundo, percebem que cada um tem papel importante na comunidade e orgulham-se dos pais.                            |              |                           |                        |                        |
| 18 | 18           | "O que Vem do Coração"    | 13 de dezembro de 2024 | 14 de dezembro de 2024 |
| As crianças estão tristes porque um amiguinho vai se mudar, mas Brinca-Mundo aprende, com viagem de Dona Aquarella, que amizade continua mesmo à distância.                                             |              |                           |                        |                        |
| 19 | 19           | "O Brincampeonato"        | 16 de dezembro de 2024 | 17 de dezembro de 2024 |
| Vovó Tata, Keka, Juca e Box vão para Brincampeonato, torneio com várias brincadeiras diferentes no Brinca-Mundo. As crianças estranham de início, mas se rendem à diversão!                             |              |                           |                        |                        |
| 20 | 20           | "O Amigo Secreto"         | 17 de dezembro de 2024 | 18 de dezembro de 2024 |
| Juca e Keka ficam tristes de não ganharem o que queriam no Natal; vendo vovó brincar de amigo secreto, e todos no Brinca-Mundo se divertindo, passam a dar valor aos presentes.                         |              |                           |                        |                        |

## Música
A Raccord Produções lançou o álbum da trilha sonora da série de animação Vovó Tatá em 20 de novembro de 2024 nas plataformas de áudio, que contém 11 músicas compostos por Edu Krieger e interpretadas por Elisa Lucinda (voz da Vovó Tatá) e Pamella Rodrigues (vozes do Juca e Keka).
Lista de músicas
| N.º            | Título                  | Compositor(es) | Intérprete(s)                               | Duração |  |
| 1.             | "Abertura Vovó Tatá"    | Edu Krieger    | Edu Krieger Pamella Rodrigues               | 00:18   |  |
| 2.             | "Circo da Vovó Tatá"    | Edu Krieger    | Edu Krieger Elisa Lucinda Pamella Rodrigues | 01:38   |  |
| 3.             | "A Casa da Vovó Tatá"   | Edu Krieger    | Edu Krieger Elisa Lucinda Pamella Rodrigues | 01:39   |  |
| 4.             | "Bola de Gude"          | Edu Krieger    | Edu Krieger Elisa Lucinda Pamella Rodrigues | 01:35   |  |
| 5.             | "Brincar no Mar"        | Edu Krieger    | Edu Krieger Elisa Lucinda Pamella Rodrigues | 01:34   |  |
| 6.             | "Dança do Brinca Mundo" | Edu Krieger    | Edu Krieger Elisa Lucinda Pamella Rodrigues | 01:36   |  |
| 7.             | "Esporte é Vida"        | Edu Krieger    | Edu Krieger Elisa Lucinda Pamella Rodrigues | 01:30   |  |
| 8.             | "Luz, Câmera, Coração"  | Edu Krieger    | Edu Krieger Elisa Lucinda Pamella Rodrigues | 01:36   |  |
| 9.             | "Mistura de Cores"      | Edu Krieger    | Edu Krieger Elisa Lucinda Pamella Rodrigues | 01:33   |  |
| 10.            | "Quem Compartilha Tem"  | Edu Krieger    | Edu Krieger Elisa Lucinda Pamella Rodrigues | 01:33   |  |
| 11.            | "Trem da Vovó Tatá"     | Edu Krieger    | Edu Krieger Elisa Lucinda Pamella Rodrigues | 01:30   |  |
| Duração total: | Duração total:          | Duração total: | Duração total:                              | 16:07   |  |